# SEA 3000
SEA 3000 je modernizační program australského královského námořnictva, v rámci kterého mají být získány víceúčelové fregaty, které ve službě nahradí třídy Anzac a zároveň doplní špičková plavidla třídy Hunter. Celkem je plánována stavba až jedenácti jednotek této třídy. Stavbu prvních tří mají zajistit zahraniční loděnice. Přijetí prvního plavidla do služby je plánováno na rok 2030.

## Stavba
Program vzešel z nezávislé analýzy hladinové flotily australského námořnictva, která vyplynula z vládního strategického přezkumu obrany (Defence Strategic Review, DSR). Nezávislý analytický tým vedl viceadmirál amerického námořnictva William Hilarides, zapojena byla bývalá tajemnice australského ministerstva financí Rosemary Huxtableová a bývalý velitel australské flotily viceadmirál Stuart Mayer. Výsledky vládního přezkumu byly zveřejneny v únoru 2024. Jejich záběrem bylo, že australské do budoucna potřebuje více plavidel s několika úrovněmi schopností. Namísto plánovaného nákupu dvanácti plavidel nejvyšší úrovně (Tier 1, tedy tři torpédoborce tříídy Hobart a devět fregat třídy Hunter) doporučili akvizici pouze devíti plavidel nejvyšší úrovně a jejich doplnění jedenácti menšími víceúčelovými fragatami úrovně 2 (Tier 2).
Analytický tým následně posoudil více než dvacet návrhů fregat od různých dodavatelů, z nichž vybral pět odpovídajících jejich požadavkům na víčeúčelové fregaty. Jsou to japonská třída Mogami, německá typová řada MEKO A-200 (např. egyptská třída Al-Aziz) od společnosti ThyssenKrupp Marine Systems (TKMS), španělská Alfa 3000 (zvětšená verze třídy Al Jubail), jihokorejská třída Tegu (FFX Batch II) a rovněž jihokorejská třída Čchungnam (FFX Batch III). Australská vláda přijala doporučení komise nařídila námořnictvu, aby pokračovalo v projektu akvizice víceúčelových fregat, označeného SEA 3000.
V rámci programu SEA 3000 je plánována akvizice až jedenácti plavidel. Program přitom klade velký důraz na rychlost jejich pořízení, neboť první jednotku má námořnictvo zařadit v roce 2030. První tři plavidla by byla postavena v zahraničí, ostatní australskými loděnicemi. Při posuzování nabídek má být hodnocena zejména schopnost zahraniční loděnice zahájit stavbu v roce 2026 a možnosti údržby plavidel v Austrálii. S potřebou získat plavidla co nejrychleji souvisí i odmítnutí větších konstrukčních změn existujících návrhů. Malý důraz je kladen i na interoperabilitu s dalšími plavidly využívanými námořnictvem. Pro fregaty projektu SEA 3000 se proto například nepočítá s australskými radary CEA a systémem řízení boje Saab Australia 9LV, jejichž různé verze tvoří vybavení všech současných bojových plavidel australského námořnictva. Jejich integrace do konstrukce fregat SEA 3000 by totiž znamenala přílišné zdržení.
Dne 24. května 2024 australská vláda oslovila s žádostí o informace několik zahraničních loděnic. Stavitelé lodí údajně dostali čtyři týdny na odpověď na žádost a další tři týdny na vysvětlení, jakým způsobem lze v Austrálii stavět další fregaty. V létě 2024 tak byl program ještě ve své počáteční fázi a ještě nezačalo vyhodnocování jednotlivých návrhů. Japonský koncern Mitsubishi Heavy Industries (MHI) na program SEA 3000 cílí svou vylepšenou verzí třídy Mogami. Španělská loděnice Navantia nabízí projekt Alfa 3000, který kombinuje roku 2023 představený projekt korvety označené jako třída Tasman a saúdských korvet třídy Al Jubail. Jihokorejská loděnice HD Hyundai Heavy Industries (HHI) nabízí derivár fregaty třídy Čchungnam (FFX Batch III).
V listopadu 2024 média informovala o zúžení výběru na německý typ MEKO A-200 a japonskou třídu Mogami. V roce 2023 společnost TKMS na výstavě Indopacific představila projekt MEKO A-210, vylepšenou fregatu A-200 vybavenou australským námořnictvem používaným radarem CEAFAR a vertikálními sily Mk.41. Nebylo zcela jasné, jestli japonský výrobce nabízí již vyráběnou třídy Mogami, nebo její zvětšenou vylepšenou verzi označovanou jako New FFM, nebo Upgraded Mogami.
V srpnu 2025 bylo oznámeno, že vítězným typem je New FFM.